# Hudson Ridge
Hudson Ridge ist ein 8 km langer und schmaler Gebirgskamm im westantarktischen Queen Elizabeth Land. In der Neptune Range der Pensacola Mountains ragt er 6 km nördlich des Heiser Ridge auf.
Der United States Geological Survey kartierte ihn anhand eigener Vermessungen und Luftaufnahmen der United States Navy aus den Jahren von 1956 bis 1966. Das Advisory Committee on Antarctic Names benannte ihn 1968 nach Peter M. Hudson, Flugzeugmaschinist auf der Ellsworth-Station im antarktischen Winter 1958.